# Wallackhaus
Das Wallackhaus ist ein auf 2304 m ü. A. Höhe liegender Berggasthof an der Großglocknerstraße im österreichischen Bundesland Kärnten. Unmittelbar östlich schließt sich das Skigebiet Großglockner – Heiligenblut an. Entstanden ist das Wallackhaus 1930 aus einer Kantine für die Bauarbeiter der Großglocknerstraße, südlich unterhalb des Tunnels am Hochtorpass. Benannt wurde das Haus nach dem mit der Planung der Straße beauftragten Ingenieur Franz Wallack.

## Geschichte
Das Haus entwickelte sich nach Beendigung der Bauarbeiten ab 1935 zu einem dem Tourismus dienenden Gasthaus. 1951 zerstörte eine Lawine das damals nur im Sommer bewirtschaftete Wallackhaus, ein Wiederaufbau an anderer Stelle erfolgte im Sommer des gleichen Jahres. Seit Mitte der 1990er Jahre wurde das Haus durch Modernisierung und grundlegende Erweiterung den wachsenden Bedürfnissen des Tourismus, besonders des Motorradtourismus, angepasst.
Am Haus führen der Zentralalpenweg, der Tauernhöhenweg und der Kärntner Grenzweg vorbei.

## Karten
- Alpenvereinskarte 1:25.000, Blatt 40, Glocknergruppe
- Österreichische Karte 1.50.000, Blatt 214, Blatt 3227 (mit UTM-Angaben)

## Einzelnachweis
1. ↑  Internetseite über die Geschichte des Hauses